# Over Her Dead Body
Over Her Dead Body är en amerikansk komedifilm från 2008 i regi av Jeff Lowell. I huvudrollerna ses Eva Longoria, Paul Rudd, Lake Bell, Jason Biggs och Lindsay Sloane.

## Handling
Filmen handlar om Kate (Eva Longoria), som dör på sin bröllopsdag när hon står i begrepp att gifta sig med Henry (Paul Rudd). Ett år senare vill Henrys syster Chloe att han ska börja dejta igen så han går till ett medium vid namn Ashley (Lake Bell). Väl där kommer Chloe och Ashley överens om att de ska ljuga för Henry att hans före detta fru tycker att det är okej att han börjat dejta. De gör detta, men Kate kommer då tillbaka från de döda för att hämnas på Ashley som har lurat hennes man.
Filmen släpptes på DVD den 6 maj 2008.